# Paper tèrmic

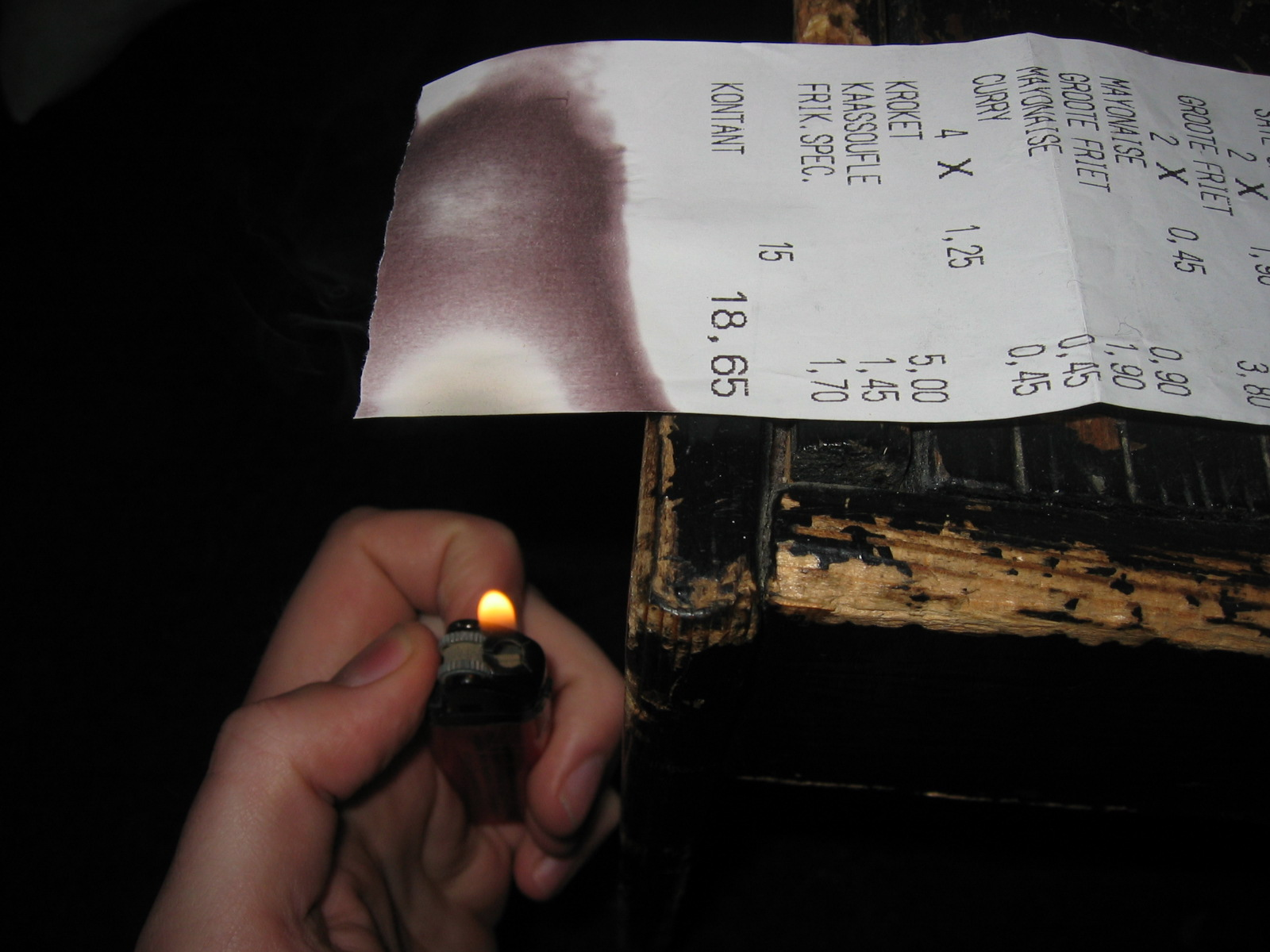
Un rebut imprès en paper tèrmic. Una font de calor prop del paper acolorirà el paper.

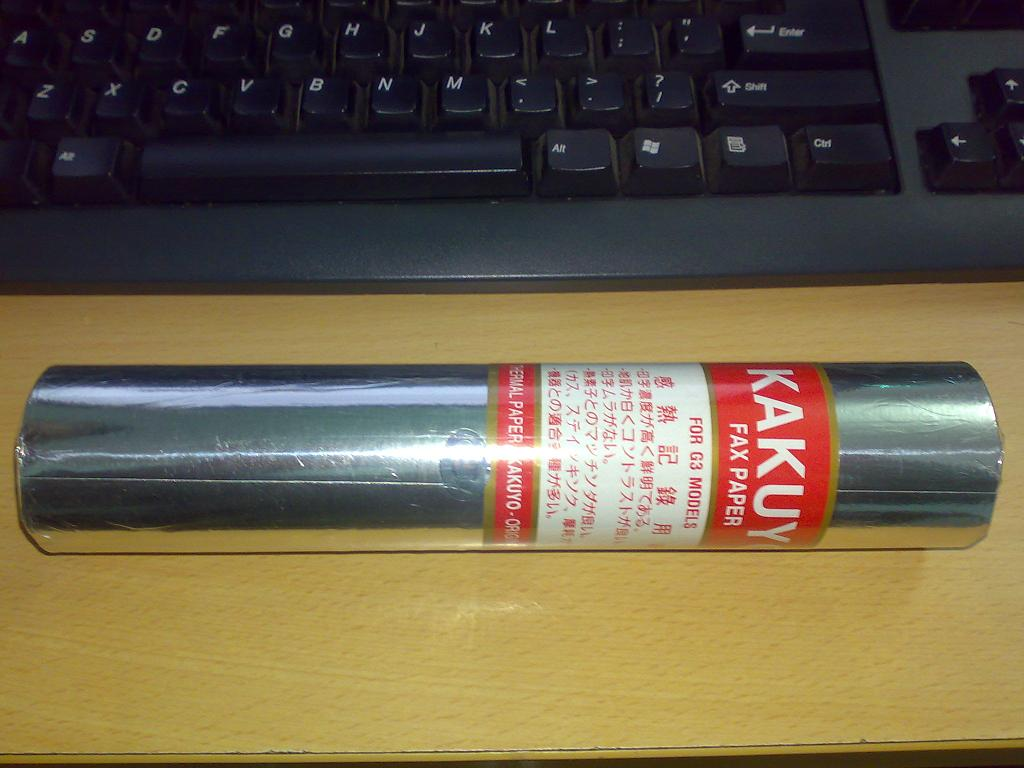
Rotlle de paper per a fax tèrmic.

El paper tèrmic (sovint subministrat en forma de rotlle, i de vegades conegut com a rotlle d'auditoria ) és un paper fi especial que està recobert amb un material formulat per canviar de color localment quan s'exposa a la calor. S'utilitza en impressores tèrmiques, especialment en dispositius econòmics com ara màquines de sumar, caixes registradores i terminals de targetes de crèdit i impressores portàtils petites i lleugeres.
La superfície del paper està recoberta d'una substància que canvia de color quan s'escalfa per sobre d'una determinada temperatura. La impressora consisteix bàsicament en un mecanisme de transport que arrossega el paper a través d'un capçal d'impressió de matriu de punts tèrmica. Els punts (molt petits) del cap s'escalfen molt ràpidament per imprimir un punt, i després es refreden amb la mateixa rapidesa.

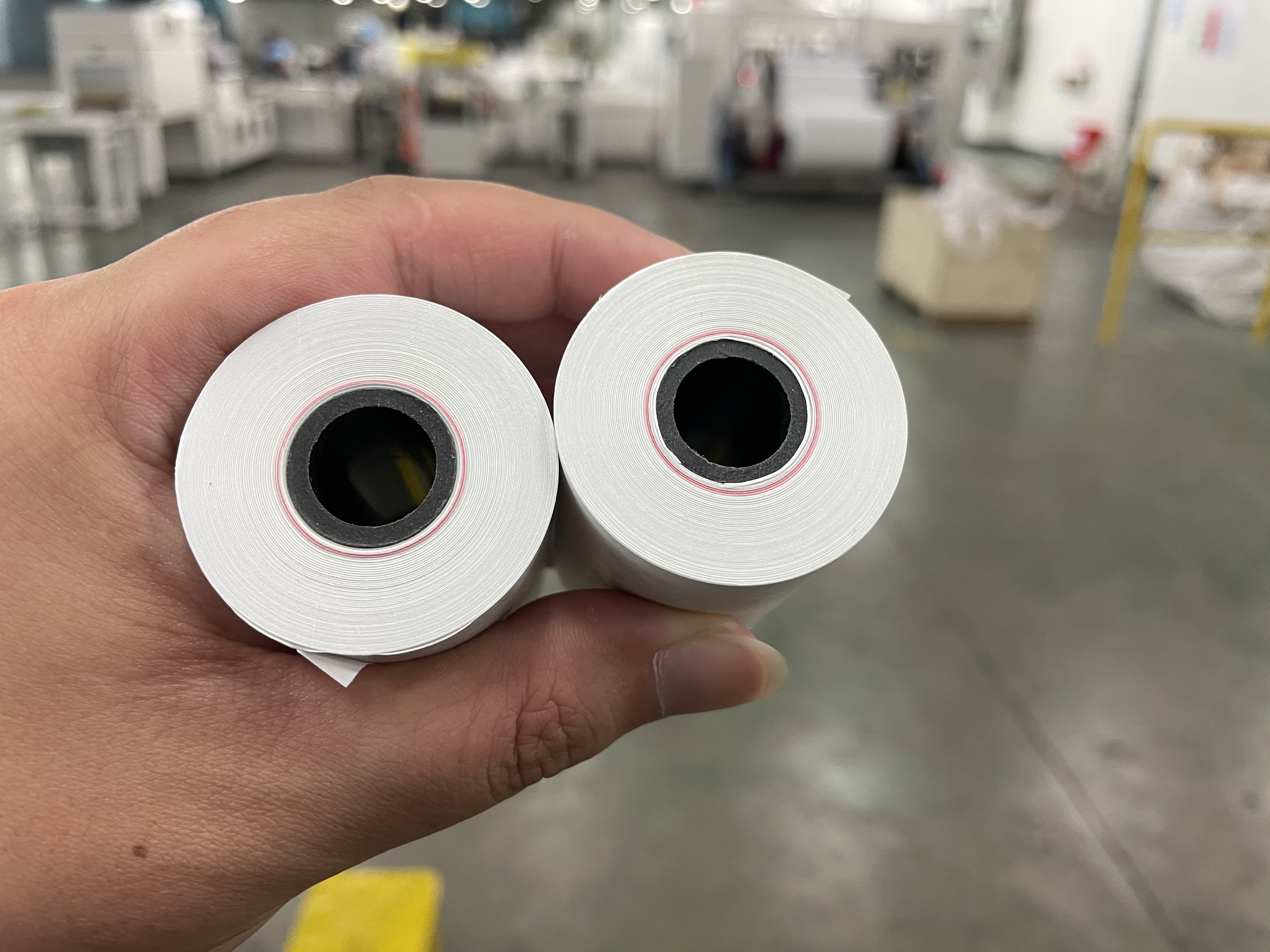
La imatge mostra dos rotlles de paper tèrmic amb línies d'alerta vermelles per recordar al comerciant que substitueixi el rotlle.

La majoria dels recobriments dels papers tèrmics es tornen negres quan s'escalfen, però de vegades s'utilitzen recobriments que es tornen blaus o vermells i recobriments multicolors. Una font de calor no desitjada, com una tassa de cafè, pot decolorar el paper i enfosquir qualsevol impressió. Una ungla que es frega ràpidament sobre el paper pot generar prou calor per la fricció per produir una marca..

## Història
Els primers papers tèrmics directes van ser desenvolupats per NCR Corporation (utilitzant la química del colorant) i 3M (utilitzant sals metàl·liques). La tecnologia NCR es va convertir en el líder del mercat amb el pas del temps, tot i que la imatge s'esvairia bastant ràpidament en comparació amb la tecnologia 3M, molt més cara, però duradora.
Texas Instruments va inventar el capçal d'impressió tèrmica el 1965, i el Silent 700, un terminal d'ordinador amb una impressora tèrmica, es va llançar al mercat el 1969. La Silent 700 va ser el primer sistema d'impressió tèrmica que va imprimir en paper tèrmic. Durant la dècada de 1970, Hewlett-Packard va integrar impressores de paper tèrmic en el disseny dels seus ordinadors d'escriptori de la sèrie HP 9800 i les va integrar a la part superior dels terminals CRT de la sèrie 2600, així com als traçadors.
A la dècada de 1970 i principis de la dècada de 1980, productors japonesos com Ricoh, Jujo i Kanzaki, que utilitzaven una química similar a base de colorants, van formar col·laboracions amb fabricants d'impressores de codis de barres com TEC i Sato i van entrar a la emergent indústria mundial de codis de barres, principalment per a impressores de rebuts de supermercats. Els productors nord-americans, com Appleton (llicència de NCR), Nashua Corporation i Graphic Controls, van lluitar per la quota de mercat. Els usuaris d'etiquetes sensibles a la pressió com els fets per Avery Dennison es van convertir en grans consumidors d'etiquetes tèrmiques directes.
A finals dels anys vuitanta i principis dels noranta, la transferència tèrmica (distinta de la tèrmica directa i estable), la impressió làser, l'electrofotografia i, en menor mesura, la impressió d'injecció de tinta van començar a eliminar les aplicacions de codi de barres industrials i de magatzem a causa d'una millor estabilitat i durabilitat de les impressions. La tèrmica directa va tornar amb força amb la impressió de rebuts al punt de venda.
Durant l'any 1998, Nintendo va utilitzar la tecnologia de paper tèrmic per a la seva impressora Game Boy .

## Mecanisme d'acció
La impressora consisteix bàsicament en un mecanisme de transport que arrossega el paper a través d'un capçal d'impressió de matriu de punts tèrmica. Els punts (molt petits) del cap s'escalfen molt ràpidament per imprimir un punt, i després es refreden amb la mateixa rapidesa.

## Química
En papers tèrmicament sensibles s'utilitzen quatre tipus diferents de productes químics d'imatge: colorants leuco, reveladors, sensibilitzadors i estabilitzadors.
Tints Leuco
Els colorants de leuco utilitzats en el paper tèrmic directe solen ser colorants de ftalida de triaril metà, com ara Yamamoto Blue 4450, o colorants de fluor, com Pergascript Black 2C. Un tercer colorant de leuco molt utilitzat és la lactona violeta cristal·lina . El color vermell o magenta es pot aconseguir amb tints com Yamamoto Red 40. El groc es pot produir per la protonació d'una triaril piridina, com ara Copikem Yellow 37. Aquests colorants tenen una forma de leuco incolora quan són cristal·lins o quan es troben en un ambient de pH neutre, però es posen de color quan es dissolen en una fosa i s'exposen a un ambient àcid.
Desenvolupadors
Els colorants Leuco, en general, aporten poc color quan es fonen, tret que es fonen juntament amb un o més àcids orgànics. Exemples d'àcids orgànics adequats per a papers termocròmics són els fenols com el bisfenol A (BPA) i el bisfenol S (BPS) . Altres materials àcids adequats són les sulfonil urees com BTUM i Pergafast 201. Les sals de zinc d'àcids salicílics substituïts, com el di-terc-butilsalicilat de zinc també s'han utilitzat comercialment com a reveladors.
Sensibilitzadors
Un colorant leuco i un revelador, quan es fonen junts, són suficients per produir color. Tanmateix, el llindar tèrmic de la capa recoberta que conté els components colorants està determinat pel component de fusió més baix de la capa. A més, els reveladors i els colorants de leuco sovint es barregen malament en fondre's. Per optimitzar la temperatura de coloració i facilitar la barreja, s'afegeix habitualment un tercer producte químic anomenat sensibilitzador a la capa d'imatge. Els sensibilitzadors solen ser molècules d'èter simples com l'1,2-bis-(3-metilfenoxi)etano o el 2-benziloxinaftaleno . Aquests dos materials es fonen aproximadament a 100 °C, que és un límit inferior pràctic per a la coloració tèrmica. Aquests èters de baix cost són excel·lents dissolvents de baixa viscositat per a colorants i reveladors de leuco, i això facilita la formació del color a una temperatura ben definida i amb una aportació d'energia mínima.
Estabilitzadors
Els colorants en paper tèrmicament sensible són sovint inestables i tornen a les seves formes cristal·lines incolores originals quan s'emmagatzemen en condicions calentes o humides. Per estabilitzar el vidre metaestable format pel colorant leuco, el revelador i el sensibilitzant, sovint s'afegeix un quart tipus de material anomenat estabilitzador als papers tèrmics. Els estabilitzadors sovint comparteixen similituds amb els desenvolupadors i sovint són fenols multifuncionals complexos que inhibeixen la recristal·lització del colorant i del revelador, estabilitzant així la imatge impresa.

## Estoc de paper
El paper es subministre en rotlles o en fulls (especialment per a impressores de mida carta més amples). Poden tenir un suport adhesiu per enganxar i pelar, per utilitzar-los com a etiquetes i finalitats similars. El paper pot ser blanc, d'altres colors o transparent.
El 2006, la divisió Systemedia de NCR Corporation va introduir la tecnologia d'impressió tèrmica a dues cares, anomenada "2ST".

### Revestiment protector
La majoria dels papers tèrmics directes requereixen una capa superior protectora per poder:
- reduir la decoloració de la imatge tèrmica causada per l'exposició a la llum UV, aigua, olis i greixos, plastificants i altres causes
- reduir el desgast del capçal d'impressió
- reduir o eliminar els residus del recobriment tèrmic als capçals d'impressió tèrmica
- proporcionar un millor ancoratge de les tintes d'impressió flexogràfica aplicades al paper tèrmic
- centrar la calor del capçal d'impressió tèrmica en el recobriment actiu.

El paper tèrmic multicolor va estar disponible per primera vegada el 1993 amb la introducció del sistema Fuji Thermo-Autochrome (TA).
Això va ser seguit el 2007 pel desenvolupament de Polaroid del sistema Zink ("tinta zero"). Tots dos mètodes es basen en recobriments multicapa amb tres capes de coloració separades, amb mètodes diferents utilitzats per a l'activació independent de cada capa. El paper s'utilitza en impressores fotogràfiques compactes . Té diverses capes: una capa de suport amb adhesiu opcional sensible a la pressió, capes sensibles a la calor amb pigments cian, magenta i groc en forma incolora i sobrecapa. La tecnologia Zink permet imprimir imatges a tot color en una sola passada sense necessitat de cartutxos de tinta. L'adreçament del color s'aconsegueix controlant la durada i la intensitat del pols de calor. Les capes formadores de color contenen cristalls incolors de colorants amorfocròmics . Aquests colorants formen microcristalls dels seus tautòmers incolors, que es converteixen a la forma acolorida per fusió i retenen el color després de la resolidificació. La capa groga és la més alta, sensible als polsos de calor curts d'alta temperatura. La capa magenta es troba al mig, sensible a polsos més llargs de temperatura moderada. La capa de cian es troba a la part inferior, sensible als polsos llargs de baixa temperatura. Les capes estan separades per capes intercalades fines, actuant com a aïllament tèrmic, moderant el rendiment de ca

## Preocupacions de salut i medi ambient
Alguns papers tèrmics estan recoberts amb BPA, un producte químic considerat un disruptor endocrí . Aquest material pot contaminar el paper reciclat. El BPA es pot transferir fàcilment a la pell en petites quantitats
 
El bisfenol A (BPA) químic s'utilitza per a recobriments de paper tèrmic per la seva estabilitat i resistència a la calor. Això permet la impressió sense tinta per als rebuts de les caixes registradores. Les persones que sovint estan en contacte amb rebuts recoberts de BPA tenen un nivell més alt de BPA al seu cos que les persones amb contacte mitjà. Per tant, el comtat de Suffolk de Nova York va signar una resolució per prohibir el BPA als papers de rebuts tèrmics. La violació d'aquesta nova llei, la "Safer Sales Slip Act", implica una sanció de 500 dòlars EUA. La llei va entrar en vigor el 3 de gener de 2014.
Des del 2013 aproximadament, el bisfenol S (BPS), un anàleg del BPA que s'ha demostrat que té una activitat estrogènica in vitro similar al BPA, s'ha utilitzat en recobriments de paper tèrmic. El reciclatge de paper tèrmic recobert amb BPS pot introduir BPS en el cicle de producció de paper i provocar la contaminació amb BPS d'altres tipus de productes de paper. Hi ha formulacions més noves disponibles que utilitzen compostos a base d'urea o vitamina C i estan "lliures de fenol". Poden tenir una qualitat d'impressió comparable o fins i tot millorada, però costen més.